# Adriana Cerezo
Adriana Cerezo Iglesias (* 24. November 2003 in Alcalá de Henares) ist eine spanische Taekwondoin.
Sie nahm an zwei Olympischen Sommerspielen teil und gewann bei ihrem Debüt in Tokio 2020 in der Gewichtsklasse bis 49 kg die Silbermedaille. Vier Jahre später belegte sie bei den Spielen in Paris 2024 in derselben Kategorie den neunten Platz.
Cerezo gewann eine Bronzemedaille bei den Taekwondo-Weltmeisterschaften 2023, drei Medaillen bei den Taekwondo-Europameisterschaften zwischen 2021 und 2024 sowie die Goldmedaille bei den Europaspielen 2023 in Krakau.

## Karriere
Cerezo begann im Alter von vier Jahren mit Taekwondo und trat später dem Club Hankuk in San Sebastián de los Reyes bei.
Bei den Olympischen Spielen 2020 in Tokio besiegte sie in der Klasse bis 49 kg in der Vorrunde die Serbin Tijana Bogdanović, im Achtelfinale die zweimalige Olympiasiegerin Wu Jingyu aus China und im Halbfinale die Türkin Rukiye Yıldırım. Im Finale unterlag sie knapp der Thailänderin Panipak Wongpattanakit mit 10:11 Punkten. Bei den Spielen in Paris 2024 erreichte sie das Viertelfinale, wo sie gegen die Iranerin Mobina Nematzadeh ausschied, und belegte am Ende Rang neun.
Bei den Europaspielen 2023 in Krakau gewann sie die Goldmedaille in der Gewichtsklasse bis 49 kg durch einen Finalsieg gegen die Türkin Merve Dinçel. Ihre beiden Titel bei den Europameisterschaften errang sie 2021 durch einen Finalsieg über die Rumänin Liana Musteață und 2024 erneut durch einen Sieg im Finale gegen Merve Dinçel.
Cerezo studierte Kriminalistik an der Universität Alcalá.